# Летательная перепонка
Летательная перепонка, или патагиум, — мембранная структура в виде складки кожи, позволяющая некоторым позвоночным летать. Она имеется у рукокрылых, у летяг, шерстокрылов, шипохвостых и других видов планирующих млекопитающих, а из современных пресмыкающихся — у летучих драконов (ящериц из семейства агамовых); крылья, образованные кожно-мышечной мембраной, были у птерозавров. 

## Анатомия
Летательная перепонка образуется двумя слоями эпидермиса и слоем эластичной ткани с мышечными волокнами. У летающих животных перепонка натянута между боком туловища, передней и задней конечностями и хвостом, для создания подъемной и движущей сил при полете и маневрировании в полете.
Части перепонки имеют отдельные названия:
- пропатагиум — передняя часть перепонки, натянутая между головой и передней конечностью;
- плагиопатагиум (палатопатагиум) — средняя часть перепонки, натянутая между передними и задними лапами;
- уропатагиум — задняя часть перепонки, натянутая между задними конечностями и хвостом.

Межпальцевые перепонки специальных названий не имеют.

## Назначение
Разные животные используют перепонку для разных видов полета — планирующего (к примеру, белки-летяги) или машущего (летучие мыши).
Наличие летательной перепонки служит одним из доказательств гипотезы возникновения полета у млекопитающих «с деревьев — вниз»: животное, живущее на деревьях и совершающее планирующие прыжки, использовало складки кожи между пальцами и по бокам тела для создания несущей поверхности, чтобы увеличить длину прыжков и перейти к планированию. Такой подход описывал ещё Чарльз Дарвин: «У некоторых летучих мышей, у которых летательная перепонка простирается от вершины плеча до хвоста и включает задние конечности, мы, по всей вероятности, должны усматривать в этом аппарате скорее первоначальное приспособление к скольжению в воздухе, чем к полету».
Помимо летательной функции, летательная перепонка может также обладать респираторной функцией, являясь дополнительным органом газообмена как обширная диффузная поверхность.

## Перепонка у рукокрылых
Самый крупный отряд млекопитающих, обладающих летательной перепонкой, — рукокрылые. У этого отряда перепонка очень тонка, а волосяной покров на ней практически отсутствует. В перепонку заходят волокна некоторых скелетных мышц, однако в ней также имеются и собственные хорошо развитые мышцы.
У рукокрылых помимо трех основных частей перепонки (пропатагиума, плагиопатагиума и уропатагиума) присутствует также хиропатагиум, находящийся в средней части крыла и образованный кистью. Задняя перепонка хорошо развита у многих рукокрылых, однако у ряда летучих мышей она сильно уменьшилась или даже полностью исчезла. Хоть у многих рукокрылых редуцирован хвост, это не всегда ведет к полной утрате уропатагиума. К примеру, у ложных вампиров он развит и напрямую соединяет задние конечности.

## Перепонка у шерстокрылов
Шерстокрылы имеют толстую летательную перепонку, покрытую шерстью. Перепонка натянута вдоль всего туловища: у головы передний край перепонки доходит почти до рта, конечности перепонка покрывает вплоть до когтей. Пальцы и хвост оказываются полностью скрытыми в перепонке. Как и у рукокрылых, в перепонке находятся скелетные и собственные мышцы, однако у шерстокрылов они менее развиты.